# Lista di asteroidi (102001-103000)
Di seguito una lista di asteroidi dal numero 102001 al 103000 con data di scoperta e scopritore.

## 102001-102100
| Nome     | Designazione provvisoria | Data di scoperta  | Scopritore |
| -------- | ------------------------ | ----------------- | ---------- |
| 102001 - | 1999 RG79                | 7 settembre 1999  | LINEAR     |
| 102002 - | 1999 RR80                | 7 settembre 1999  | LINEAR     |
| 102003 - | 1999 RX80                | 7 settembre 1999  | LINEAR     |
| 102004 - | 1999 RC81                | 7 settembre 1999  | LINEAR     |
| 102005 - | 1999 RS81                | 7 settembre 1999  | LINEAR     |
| 102006 - | 1999 RA82                | 7 settembre 1999  | LINEAR     |
| 102007 - | 1999 RB82                | 7 settembre 1999  | LINEAR     |
| 102008 - | 1999 RD82                | 7 settembre 1999  | LINEAR     |
| 102009 - | 1999 RF82                | 7 settembre 1999  | LINEAR     |
| 102010 - | 1999 RE84                | 7 settembre 1999  | LINEAR     |
| 102011 - | 1999 RR84                | 7 settembre 1999  | LINEAR     |
| 102012 - | 1999 RV85                | 7 settembre 1999  | LINEAR     |
| 102013 - | 1999 RX85                | 7 settembre 1999  | LINEAR     |
| 102014 - | 1999 RH86                | 7 settembre 1999  | LINEAR     |
| 102015 - | 1999 RK87                | 7 settembre 1999  | LINEAR     |
| 102016 - | 1999 RY87                | 7 settembre 1999  | LINEAR     |
| 102017 - | 1999 RD89                | 7 settembre 1999  | LINEAR     |
| 102018 - | 1999 RD90                | 7 settembre 1999  | LINEAR     |
| 102019 - | 1999 RH90                | 7 settembre 1999  | LINEAR     |
| 102020 - | 1999 RK90                | 7 settembre 1999  | LINEAR     |
| 102021 - | 1999 RV92                | 7 settembre 1999  | LINEAR     |
| 102022 - | 1999 RX92                | 7 settembre 1999  | LINEAR     |
| 102023 - | 1999 RA93                | 7 settembre 1999  | LINEAR     |
| 102024 - | 1999 RY94                | 7 settembre 1999  | LINEAR     |
| 102025 - | 1999 RC97                | 7 settembre 1999  | LINEAR     |
| 102026 - | 1999 RF97                | 7 settembre 1999  | LINEAR     |
| 102027 - | 1999 RC98                | 7 settembre 1999  | LINEAR     |
| 102028 - | 1999 RL98                | 7 settembre 1999  | LINEAR     |
| 102029 - | 1999 RV99                | 8 settembre 1999  | LINEAR     |
| 102030 - | 1999 RJ100               | 8 settembre 1999  | LINEAR     |
| 102031 - | 1999 RC105               | 8 settembre 1999  | LINEAR     |
| 102032 - | 1999 RC106               | 8 settembre 1999  | LINEAR     |
| 102033 - | 1999 RU107               | 8 settembre 1999  | LINEAR     |
| 102034 - | 1999 RW107               | 8 settembre 1999  | LINEAR     |
| 102035 - | 1999 RG108               | 8 settembre 1999  | LINEAR     |
| 102036 - | 1999 RT108               | 8 settembre 1999  | LINEAR     |
| 102037 - | 1999 RU108               | 8 settembre 1999  | LINEAR     |
| 102038 - | 1999 RU109               | 8 settembre 1999  | LINEAR     |
| 102039 - | 1999 RT110               | 8 settembre 1999  | LINEAR     |
| 102040 - | 1999 RG112               | 9 settembre 1999  | LINEAR     |
| 102041 - | 1999 RT112               | 9 settembre 1999  | LINEAR     |
| 102042 - | 1999 RB114               | 9 settembre 1999  | LINEAR     |
| 102043 - | 1999 RU114               | 9 settembre 1999  | LINEAR     |
| 102044 - | 1999 RH115               | 9 settembre 1999  | LINEAR     |
| 102045 - | 1999 RQ115               | 9 settembre 1999  | LINEAR     |
| 102046 - | 1999 RG118               | 9 settembre 1999  | LINEAR     |
| 102047 - | 1999 RO120               | 9 settembre 1999  | LINEAR     |
| 102048 - | 1999 RJ121               | 13 settembre 1999 | Spacewatch |
| 102049 - | 1999 RM121               | 9 settembre 1999  | LINEAR     |
| 102050 - | 1999 RP122               | 9 settembre 1999  | LINEAR     |
| 102051 - | 1999 RR122               | 9 settembre 1999  | LINEAR     |
| 102052 - | 1999 RA125               | 9 settembre 1999  | LINEAR     |
| 102053 - | 1999 RB125               | 9 settembre 1999  | LINEAR     |
| 102054 - | 1999 RC125               | 9 settembre 1999  | LINEAR     |
| 102055 - | 1999 RH126               | 9 settembre 1999  | LINEAR     |
| 102056 - | 1999 RM126               | 9 settembre 1999  | LINEAR     |
| 102057 - | 1999 RL129               | 9 settembre 1999  | LINEAR     |
| 102058 - | 1999 RT129               | 9 settembre 1999  | LINEAR     |
| 102059 - | 1999 RM131               | 9 settembre 1999  | LINEAR     |
| 102060 - | 1999 RZ131               | 9 settembre 1999  | LINEAR     |
| 102061 - | 1999 RC132               | 9 settembre 1999  | LINEAR     |
| 102062 - | 1999 RN132               | 9 settembre 1999  | LINEAR     |
| 102063 - | 1999 RR134               | 9 settembre 1999  | LINEAR     |
| 102064 - | 1999 RW134               | 9 settembre 1999  | LINEAR     |
| 102065 - | 1999 RC136               | 9 settembre 1999  | LINEAR     |
| 102066 - | 1999 RV137               | 9 settembre 1999  | LINEAR     |
| 102067 - | 1999 RF138               | 9 settembre 1999  | LINEAR     |
| 102068 - | 1999 RC139               | 9 settembre 1999  | LINEAR     |
| 102069 - | 1999 RF139               | 9 settembre 1999  | LINEAR     |
| 102070 - | 1999 RH139               | 9 settembre 1999  | LINEAR     |
| 102071 - | 1999 RK139               | 9 settembre 1999  | LINEAR     |
| 102072 - | 1999 RE140               | 9 settembre 1999  | LINEAR     |
| 102073 - | 1999 RT140               | 9 settembre 1999  | LINEAR     |
| 102074 - | 1999 RN143               | 9 settembre 1999  | LINEAR     |
| 102075 - | 1999 RC144               | 9 settembre 1999  | LINEAR     |
| 102076 - | 1999 RL144               | 9 settembre 1999  | LINEAR     |
| 102077 - | 1999 RL146               | 9 settembre 1999  | LINEAR     |
| 102078 - | 1999 RS147               | 9 settembre 1999  | LINEAR     |
| 102079 - | 1999 RV147               | 9 settembre 1999  | LINEAR     |
| 102080 - | 1999 RP148               | 9 settembre 1999  | LINEAR     |
| 102081 - | 1999 RB149               | 9 settembre 1999  | LINEAR     |
| 102082 - | 1999 RK149               | 9 settembre 1999  | LINEAR     |
| 102083 - | 1999 RO149               | 9 settembre 1999  | LINEAR     |
| 102084 - | 1999 RF150               | 9 settembre 1999  | LINEAR     |
| 102085 - | 1999 RK150               | 9 settembre 1999  | LINEAR     |
| 102086 - | 1999 RT150               | 9 settembre 1999  | LINEAR     |
| 102087 - | 1999 RT151               | 9 settembre 1999  | LINEAR     |
| 102088 - | 1999 RA152               | 9 settembre 1999  | LINEAR     |
| 102089 - | 1999 RK152               | 9 settembre 1999  | LINEAR     |
| 102090 - | 1999 RP153               | 9 settembre 1999  | LINEAR     |
| 102091 - | 1999 RL154               | 9 settembre 1999  | LINEAR     |
| 102092 - | 1999 RD155               | 9 settembre 1999  | LINEAR     |
| 102093 - | 1999 RH155               | 9 settembre 1999  | LINEAR     |
| 102094 - | 1999 RH156               | 9 settembre 1999  | LINEAR     |
| 102095 - | 1999 RK156               | 9 settembre 1999  | LINEAR     |
| 102096 - | 1999 RX156               | 9 settembre 1999  | LINEAR     |
| 102097 - | 1999 RZ157               | 9 settembre 1999  | LINEAR     |
| 102098 - | 1999 RJ158               | 9 settembre 1999  | LINEAR     |
| 102099 - | 1999 RW158               | 9 settembre 1999  | LINEAR     |
| 102100 - | 1999 RG159               | 9 settembre 1999  | LINEAR     |

## 102101-102200
| Nome     | Designazione provvisoria | Data di scoperta  | Scopritore  |
| -------- | ------------------------ | ----------------- | ----------- |
| 102101 - | 1999 RZ159               | 9 settembre 1999  | LINEAR      |
| 102102 - | 1999 RK160               | 9 settembre 1999  | LINEAR      |
| 102103 - | 1999 RA161               | 9 settembre 1999  | LINEAR      |
| 102104 - | 1999 RV161               | 9 settembre 1999  | LINEAR      |
| 102105 - | 1999 RA163               | 9 settembre 1999  | LINEAR      |
| 102106 - | 1999 RB163               | 9 settembre 1999  | LINEAR      |
| 102107 - | 1999 RL164               | 9 settembre 1999  | LINEAR      |
| 102108 - | 1999 RZ165               | 9 settembre 1999  | LINEAR      |
| 102109 - | 1999 RD166               | 9 settembre 1999  | LINEAR      |
| 102110 - | 1999 RV166               | 9 settembre 1999  | LINEAR      |
| 102111 - | 1999 RQ167               | 9 settembre 1999  | LINEAR      |
| 102112 - | 1999 RR167               | 9 settembre 1999  | LINEAR      |
| 102113 - | 1999 RZ167               | 9 settembre 1999  | LINEAR      |
| 102114 - | 1999 RW168               | 9 settembre 1999  | LINEAR      |
| 102115 - | 1999 RZ168               | 9 settembre 1999  | LINEAR      |
| 102116 - | 1999 RM170               | 9 settembre 1999  | LINEAR      |
| 102117 - | 1999 RW170               | 9 settembre 1999  | LINEAR      |
| 102118 - | 1999 RX170               | 9 settembre 1999  | LINEAR      |
| 102119 - | 1999 RO171               | 9 settembre 1999  | LINEAR      |
| 102120 - | 1999 RO172               | 9 settembre 1999  | LINEAR      |
| 102121 - | 1999 RL174               | 9 settembre 1999  | LINEAR      |
| 102122 - | 1999 RG175               | 9 settembre 1999  | LINEAR      |
| 102123 - | 1999 RP175               | 9 settembre 1999  | LINEAR      |
| 102124 - | 1999 RB177               | 9 settembre 1999  | LINEAR      |
| 102125 - | 1999 RQ177               | 9 settembre 1999  | LINEAR      |
| 102126 - | 1999 RW177               | 9 settembre 1999  | LINEAR      |
| 102127 - | 1999 RY177               | 9 settembre 1999  | LINEAR      |
| 102128 - | 1999 RC178               | 9 settembre 1999  | LINEAR      |
| 102129 - | 1999 RM179               | 9 settembre 1999  | LINEAR      |
| 102130 - | 1999 RT179               | 9 settembre 1999  | LINEAR      |
| 102131 - | 1999 RX179               | 9 settembre 1999  | LINEAR      |
| 102132 - | 1999 RH180               | 9 settembre 1999  | LINEAR      |
| 102133 - | 1999 RB181               | 9 settembre 1999  | LINEAR      |
| 102134 - | 1999 RD181               | 9 settembre 1999  | LINEAR      |
| 102135 - | 1999 RN182               | 9 settembre 1999  | LINEAR      |
| 102136 - | 1999 RO182               | 9 settembre 1999  | LINEAR      |
| 102137 - | 1999 RR182               | 9 settembre 1999  | LINEAR      |
| 102138 - | 1999 RS182               | 9 settembre 1999  | LINEAR      |
| 102139 - | 1999 RO183               | 9 settembre 1999  | LINEAR      |
| 102140 - | 1999 RS184               | 9 settembre 1999  | LINEAR      |
| 102141 - | 1999 RT184               | 9 settembre 1999  | LINEAR      |
| 102142 - | 1999 RB185               | 9 settembre 1999  | LINEAR      |
| 102143 - | 1999 RC186               | 9 settembre 1999  | LINEAR      |
| 102144 - | 1999 RA188               | 9 settembre 1999  | LINEAR      |
| 102145 - | 1999 RQ188               | 9 settembre 1999  | LINEAR      |
| 102146 - | 1999 RW191               | 11 settembre 1999 | LINEAR      |
| 102147 - | 1999 RC192               | 13 settembre 1999 | LINEAR      |
| 102148 - | 1999 RA195               | 8 settembre 1999  | LINEAR      |
| 102149 - | 1999 RH197               | 8 settembre 1999  | LINEAR      |
| 102150 - | 1999 RQ197               | 8 settembre 1999  | LINEAR      |
| 102151 - | 1999 RA198               | 8 settembre 1999  | LINEAR      |
| 102152 - | 1999 RL201               | 8 settembre 1999  | LINEAR      |
| 102153 - | 1999 RM201               | 8 settembre 1999  | LINEAR      |
| 102154 - | 1999 RK203               | 8 settembre 1999  | LINEAR      |
| 102155 - | 1999 RV203               | 8 settembre 1999  | LINEAR      |
| 102156 - | 1999 RV204               | 8 settembre 1999  | LINEAR      |
| 102157 - | 1999 RV206               | 8 settembre 1999  | LINEAR      |
| 102158 - | 1999 RC209               | 8 settembre 1999  | LINEAR      |
| 102159 - | 1999 RY213               | 13 settembre 1999 | Spacewatch  |
| 102160 - | 1999 RG216               | 4 settembre 1999  | LONEOS      |
| 102161 - | 1999 RM217               | 3 settembre 1999  | LONEOS      |
| 102162 - | 1999 RH219               | 5 settembre 1999  | Spacewatch  |
| 102163 - | 1999 RT219               | 4 settembre 1999  | LONEOS      |
| 102164 - | 1999 RE220               | 4 settembre 1999  | CSS         |
| 102165 - | 1999 RH220               | 4 settembre 1999  | CSS         |
| 102166 - | 1999 RR221               | 5 settembre 1999  | CSS         |
| 102167 - | 1999 RC223               | 7 settembre 1999  | CSS         |
| 102168 - | 1999 RD227               | 5 settembre 1999  | CSS         |
| 102169 - | 1999 RT227               | 7 settembre 1999  | LONEOS      |
| 102170 - | 1999 RA230               | 8 settembre 1999  | CSS         |
| 102171 - | 1999 RH230               | 8 settembre 1999  | CSS         |
| 102172 - | 1999 RW230               | 8 settembre 1999  | CSS         |
| 102173 - | 1999 RQ233               | 8 settembre 1999  | CSS         |
| 102174 - | 1999 RG234               | 8 settembre 1999  | CSS         |
| 102175 - | 1999 RK234               | 8 settembre 1999  | CSS         |
| 102176 - | 1999 RV235               | 8 settembre 1999  | CSS         |
| 102177 - | 1999 RS236               | 8 settembre 1999  | CSS         |
| 102178 - | 1999 RD237               | 8 settembre 1999  | CSS         |
| 102179 - | 1999 RX237               | 8 settembre 1999  | CSS         |
| 102180 - | 1999 RV238               | 8 settembre 1999  | CSS         |
| 102181 - | 1999 RT240               | 11 settembre 1999 | LONEOS      |
| 102182 - | 1999 RN241               | 14 settembre 1999 | CSS         |
| 102183 - | 1999 RL242               | 4 settembre 1999  | LONEOS      |
| 102184 - | 1999 RX242               | 4 settembre 1999  | LONEOS      |
| 102185 - | 1999 RJ250               | 7 settembre 1999  | LINEAR      |
| 102186 - | 1999 RC251               | 5 settembre 1999  | Spacewatch  |
| 102187 - | 1999 RQ253               | 9 settembre 1999  | LINEAR      |
| 102188 - | 1999 RD255               | 4 settembre 1999  | LONEOS      |
| 102189 - | 1999 SX1                 | 18 settembre 1999 | LINEAR      |
| 102190 - | 1999 SR3                 | 27 settembre 1999 | LINEAR      |
| 102191 - | 1999 SH4                 | 29 settembre 1999 | K. Korlević |
| 102192 - | 1999 SP5                 | 30 settembre 1999 | LINEAR      |
| 102193 - | 1999 SD6                 | 30 settembre 1999 | LINEAR      |
| 102194 - | 1999 SV7                 | 29 settembre 1999 | LINEAR      |
| 102195 - | 1999 ST10                | 30 settembre 1999 | CSS         |
| 102196 - | 1999 SC11                | 30 settembre 1999 | CSS         |
| 102197 - | 1999 SR11                | 30 settembre 1999 | CSS         |
| 102198 - | 1999 SU11                | 30 settembre 1999 | CSS         |
| 102199 - | 1999 SE13                | 30 settembre 1999 | LINEAR      |
| 102200 - | 1999 SU13                | 29 settembre 1999 | CSS         |

## 102201-102300
| Nome                  | Designazione provvisoria | Data di scoperta  | Scopritore  |
| --------------------- | ------------------------ | ----------------- | ----------- |
| 102201 -              | 1999 RZ159               | 9 settembre 1999  | LINEAR      |
| 102202 -              | 1999 RK160               | 9 settembre 1999  | LINEAR      |
| 102203 -              | 1999 RA161               | 9 settembre 1999  | LINEAR      |
| 102204 -              | 1999 RV161               | 9 settembre 1999  | LINEAR      |
| 102205 -              | 1999 RA163               | 9 settembre 1999  | LINEAR      |
| 102206 -              | 1999 RB163               | 9 settembre 1999  | LINEAR      |
| 102207 -              | 1999 RL164               | 9 settembre 1999  | LINEAR      |
| 102208 -              | 1999 RZ165               | 9 settembre 1999  | LINEAR      |
| 102209 -              | 1999 RD166               | 9 settembre 1999  | LINEAR      |
| 102210 -              | 1999 RV166               | 9 settembre 1999  | LINEAR      |
| 102211 Angelofaggiano | 1999 RQ167               | 9 settembre 1999  | LINEAR      |
| 102212 -              | 1999 RR167               | 9 settembre 1999  | LINEAR      |
| 102213 -              | 1999 RZ167               | 9 settembre 1999  | LINEAR      |
| 102214 -              | 1999 RW168               | 9 settembre 1999  | LINEAR      |
| 102215 -              | 1999 RZ168               | 9 settembre 1999  | LINEAR      |
| 102216 -              | 1999 RM170               | 9 settembre 1999  | LINEAR      |
| 102217 -              | 1999 RW170               | 9 settembre 1999  | LINEAR      |
| 102218 -              | 1999 RX170               | 9 settembre 1999  | LINEAR      |
| 102219 -              | 1999 RO171               | 9 settembre 1999  | LINEAR      |
| 102220 -              | 1999 RO172               | 9 settembre 1999  | LINEAR      |
| 102221 -              | 1999 RL174               | 9 settembre 1999  | LINEAR      |
| 102222 -              | 1999 RG175               | 9 settembre 1999  | LINEAR      |
| 102223 -              | 1999 RP175               | 9 settembre 1999  | LINEAR      |
| 102224 Raffaellolena  | 1999 RB177               | 9 settembre 1999  | LINEAR      |
| 102225 -              | 1999 RQ177               | 9 settembre 1999  | LINEAR      |
| 102226 -              | 1999 RW177               | 9 settembre 1999  | LINEAR      |
| 102227 -              | 1999 RY177               | 9 settembre 1999  | LINEAR      |
| 102228 -              | 1999 RC178               | 9 settembre 1999  | LINEAR      |
| 102229 -              | 1999 RM179               | 9 settembre 1999  | LINEAR      |
| 102230 -              | 1999 RT179               | 9 settembre 1999  | LINEAR      |
| 102231 -              | 1999 RX179               | 9 settembre 1999  | LINEAR      |
| 102232 -              | 1999 RH180               | 9 settembre 1999  | LINEAR      |
| 102233 -              | 1999 RB181               | 9 settembre 1999  | LINEAR      |
| 102234 Olivebyrne     | 1999 RD181               | 9 settembre 1999  | LINEAR      |
| 102235 -              | 1999 RN182               | 9 settembre 1999  | LINEAR      |
| 102236 -              | 1999 RO182               | 9 settembre 1999  | LINEAR      |
| 102237 -              | 1999 RR182               | 9 settembre 1999  | LINEAR      |
| 102238 -              | 1999 RS182               | 9 settembre 1999  | LINEAR      |
| 102239 -              | 1999 RO183               | 9 settembre 1999  | LINEAR      |
| 102240 -              | 1999 RS184               | 9 settembre 1999  | LINEAR      |
| 102241 -              | 1999 RT184               | 9 settembre 1999  | LINEAR      |
| 102242 -              | 1999 RB185               | 9 settembre 1999  | LINEAR      |
| 102243 -              | 1999 RC186               | 9 settembre 1999  | LINEAR      |
| 102244 -              | 1999 RA188               | 9 settembre 1999  | LINEAR      |
| 102245 -              | 1999 RQ188               | 9 settembre 1999  | LINEAR      |
| 102246 -              | 1999 RW191               | 11 settembre 1999 | LINEAR      |
| 102247 -              | 1999 RC192               | 13 settembre 1999 | LINEAR      |
| 102248 -              | 1999 RA195               | 8 settembre 1999  | LINEAR      |
| 102249 -              | 1999 RH197               | 8 settembre 1999  | LINEAR      |
| 102250 -              | 1999 RQ197               | 8 settembre 1999  | LINEAR      |
| 102251 -              | 1999 RA198               | 8 settembre 1999  | LINEAR      |
| 102252 -              | 1999 RL201               | 8 settembre 1999  | LINEAR      |
| 102253 -              | 1999 RM201               | 8 settembre 1999  | LINEAR      |
| 102254 -              | 1999 RK203               | 8 settembre 1999  | LINEAR      |
| 102255 -              | 1999 RV203               | 8 settembre 1999  | LINEAR      |
| 102256 -              | 1999 RV204               | 8 settembre 1999  | LINEAR      |
| 102257 -              | 1999 RV206               | 8 settembre 1999  | LINEAR      |
| 102258 -              | 1999 RC209               | 8 settembre 1999  | LINEAR      |
| 102259 -              | 1999 RY213               | 13 settembre 1999 | Spacewatch  |
| 102260 -              | 1999 RG216               | 4 settembre 1999  | LONEOS      |
| 102261 -              | 1999 RM217               | 3 settembre 1999  | LONEOS      |
| 102262 -              | 1999 RH219               | 5 settembre 1999  | Spacewatch  |
| 102263 -              | 1999 RT219               | 4 settembre 1999  | LONEOS      |
| 102264 -              | 1999 RE220               | 4 settembre 1999  | CSS         |
| 102265 -              | 1999 RH220               | 4 settembre 1999  | CSS         |
| 102266 -              | 1999 RR221               | 5 settembre 1999  | CSS         |
| 102267 -              | 1999 RC223               | 7 settembre 1999  | CSS         |
| 102268 -              | 1999 RD227               | 5 settembre 1999  | CSS         |
| 102269 -              | 1999 RT227               | 7 settembre 1999  | LONEOS      |
| 102270 -              | 1999 RA230               | 8 settembre 1999  | CSS         |
| 102271 -              | 1999 RH230               | 8 settembre 1999  | CSS         |
| 102272 -              | 1999 RW230               | 8 settembre 1999  | CSS         |
| 102273 -              | 1999 RQ233               | 8 settembre 1999  | CSS         |
| 102274 -              | 1999 RG234               | 8 settembre 1999  | CSS         |
| 102275 -              | 1999 RK234               | 8 settembre 1999  | CSS         |
| 102276 -              | 1999 RV235               | 8 settembre 1999  | CSS         |
| 102277 -              | 1999 RS236               | 8 settembre 1999  | CSS         |
| 102278 -              | 1999 RD237               | 8 settembre 1999  | CSS         |
| 102279 -              | 1999 RX237               | 8 settembre 1999  | CSS         |
| 102280 -              | 1999 RV238               | 8 settembre 1999  | CSS         |
| 102281 -              | 1999 RT240               | 11 settembre 1999 | LONEOS      |
| 102282 -              | 1999 RN241               | 14 settembre 1999 | CSS         |
| 102283 -              | 1999 RL242               | 4 settembre 1999  | LONEOS      |
| 102284 -              | 1999 RX242               | 4 settembre 1999  | LONEOS      |
| 102285 -              | 1999 RJ250               | 7 settembre 1999  | LINEAR      |
| 102286 -              | 1999 RC251               | 5 settembre 1999  | Spacewatch  |
| 102287 -              | 1999 RQ253               | 9 settembre 1999  | LINEAR      |
| 102288 -              | 1999 RD255               | 4 settembre 1999  | LONEOS      |
| 102289 -              | 1999 SX1                 | 18 settembre 1999 | LINEAR      |
| 102290 -              | 1999 SR3                 | 27 settembre 1999 | LINEAR      |
| 102291 -              | 1999 SH4                 | 29 settembre 1999 | K. Korlević |
| 102292 -              | 1999 SP5                 | 30 settembre 1999 | LINEAR      |
| 102293 -              | 1999 SD6                 | 30 settembre 1999 | LINEAR      |
| 102294 -              | 1999 SV7                 | 29 settembre 1999 | LINEAR      |
| 102295 -              | 1999 ST10                | 30 settembre 1999 | CSS         |
| 102296 -              | 1999 SC11                | 30 settembre 1999 | CSS         |
| 102297 -              | 1999 SR11                | 30 settembre 1999 | CSS         |
| 102298 -              | 1999 SU11                | 30 settembre 1999 | CSS         |
| 102299 -              | 1999 SE13                | 30 settembre 1999 | LINEAR      |
| 102300 -              | 1999 SU13                | 29 settembre 1999 | CSS         |

## 102301-102400
| Nome     | Designazione provvisoria | Data di scoperta | Scopritore |
| -------- | ------------------------ | ---------------- | ---------- |
| 102301 - | 1999 TO90                | 2 ottobre 1999   | LINEAR     |
| 102302 - | 1999 TK91                | 2 ottobre 1999   | LINEAR     |
| 102303 - | 1999 TQ91                | 2 ottobre 1999   | LINEAR     |
| 102304 - | 1999 TB92                | 2 ottobre 1999   | LINEAR     |
| 102305 - | 1999 TG92                | 2 ottobre 1999   | LINEAR     |
| 102306 - | 1999 TF93                | 2 ottobre 1999   | LINEAR     |
| 102307 - | 1999 TV95                | 2 ottobre 1999   | LINEAR     |
| 102308 - | 1999 TF96                | 2 ottobre 1999   | LINEAR     |
| 102309 - | 1999 TM96                | 2 ottobre 1999   | LINEAR     |
| 102310 - | 1999 TR96                | 2 ottobre 1999   | LINEAR     |
| 102311 - | 1999 TU96                | 2 ottobre 1999   | LINEAR     |
| 102312 - | 1999 TA98                | 2 ottobre 1999   | LINEAR     |
| 102313 - | 1999 TS98                | 2 ottobre 1999   | LINEAR     |
| 102314 - | 1999 TB99                | 2 ottobre 1999   | LINEAR     |
| 102315 - | 1999 TT99                | 2 ottobre 1999   | LINEAR     |
| 102316 - | 1999 TN100               | 2 ottobre 1999   | LINEAR     |
| 102317 - | 1999 TP101               | 2 ottobre 1999   | LINEAR     |
| 102318 - | 1999 TF103               | 2 ottobre 1999   | LINEAR     |
| 102319 - | 1999 TW103               | 3 ottobre 1999   | LINEAR     |
| 102320 - | 1999 TF104               | 3 ottobre 1999   | LINEAR     |
| 102321 - | 1999 TL105               | 3 ottobre 1999   | LINEAR     |
| 102322 - | 1999 TS105               | 3 ottobre 1999   | LINEAR     |
| 102323 - | 1999 TR106               | 4 ottobre 1999   | LINEAR     |
| 102324 - | 1999 TZ106               | 4 ottobre 1999   | LINEAR     |
| 102325 - | 1999 TB107               | 4 ottobre 1999   | LINEAR     |
| 102326 - | 1999 TM108               | 4 ottobre 1999   | LINEAR     |
| 102327 - | 1999 TG109               | 4 ottobre 1999   | LINEAR     |
| 102328 - | 1999 TJ109               | 4 ottobre 1999   | LINEAR     |
| 102329 - | 1999 TM110               | 4 ottobre 1999   | LINEAR     |
| 102330 - | 1999 TA111               | 4 ottobre 1999   | LINEAR     |
| 102331 - | 1999 TA112               | 4 ottobre 1999   | LINEAR     |
| 102332 - | 1999 TG112               | 4 ottobre 1999   | LINEAR     |
| 102333 - | 1999 TK112               | 4 ottobre 1999   | LINEAR     |
| 102334 - | 1999 TP112               | 4 ottobre 1999   | LINEAR     |
| 102335 - | 1999 TZ112               | 4 ottobre 1999   | LINEAR     |
| 102336 - | 1999 TA114               | 4 ottobre 1999   | LINEAR     |
| 102337 - | 1999 TN114               | 4 ottobre 1999   | LINEAR     |
| 102338 - | 1999 TD115               | 4 ottobre 1999   | LINEAR     |
| 102339 - | 1999 TH115               | 4 ottobre 1999   | LINEAR     |
| 102340 - | 1999 TE116               | 4 ottobre 1999   | LINEAR     |
| 102341 - | 1999 TR118               | 4 ottobre 1999   | LINEAR     |
| 102342 - | 1999 TO120               | 4 ottobre 1999   | LINEAR     |
| 102343 - | 1999 TP120               | 4 ottobre 1999   | LINEAR     |
| 102344 - | 1999 TA121               | 4 ottobre 1999   | LINEAR     |
| 102345 - | 1999 TQ121               | 4 ottobre 1999   | LINEAR     |
| 102346 - | 1999 TF122               | 4 ottobre 1999   | LINEAR     |
| 102347 - | 1999 TJ122               | 4 ottobre 1999   | LINEAR     |
| 102348 - | 1999 TT122               | 4 ottobre 1999   | LINEAR     |
| 102349 - | 1999 TX122               | 4 ottobre 1999   | LINEAR     |
| 102350 - | 1999 TJ123               | 4 ottobre 1999   | LINEAR     |
| 102351 - | 1999 TY123               | 4 ottobre 1999   | LINEAR     |
| 102352 - | 1999 TY126               | 4 ottobre 1999   | LINEAR     |
| 102353 - | 1999 TQ127               | 4 ottobre 1999   | LINEAR     |
| 102354 - | 1999 TD130               | 6 ottobre 1999   | LINEAR     |
| 102355 - | 1999 TC131               | 6 ottobre 1999   | LINEAR     |
| 102356 - | 1999 TN133               | 6 ottobre 1999   | LINEAR     |
| 102357 - | 1999 TZ133               | 6 ottobre 1999   | LINEAR     |
| 102358 - | 1999 TN134               | 6 ottobre 1999   | LINEAR     |
| 102359 - | 1999 TO134               | 6 ottobre 1999   | LINEAR     |
| 102360 - | 1999 TU134               | 6 ottobre 1999   | LINEAR     |
| 102361 - | 1999 TE136               | 6 ottobre 1999   | LINEAR     |
| 102362 - | 1999 TS138               | 6 ottobre 1999   | LINEAR     |
| 102363 - | 1999 TG139               | 6 ottobre 1999   | LINEAR     |
| 102364 - | 1999 TR139               | 6 ottobre 1999   | LINEAR     |
| 102365 - | 1999 TU139               | 6 ottobre 1999   | LINEAR     |
| 102366 - | 1999 TR140               | 6 ottobre 1999   | LINEAR     |
| 102367 - | 1999 TS140               | 6 ottobre 1999   | LINEAR     |
| 102368 - | 1999 TB141               | 6 ottobre 1999   | LINEAR     |
| 102369 - | 1999 TC142               | 7 ottobre 1999   | LINEAR     |
| 102370 - | 1999 TE143               | 7 ottobre 1999   | LINEAR     |
| 102371 - | 1999 TW143               | 7 ottobre 1999   | LINEAR     |
| 102372 - | 1999 TL144               | 7 ottobre 1999   | LINEAR     |
| 102373 - | 1999 TP144               | 7 ottobre 1999   | LINEAR     |
| 102374 - | 1999 TY144               | 7 ottobre 1999   | LINEAR     |
| 102375 - | 1999 TK145               | 7 ottobre 1999   | LINEAR     |
| 102376 - | 1999 TX145               | 7 ottobre 1999   | LINEAR     |
| 102377 - | 1999 TZ145               | 7 ottobre 1999   | LINEAR     |
| 102378 - | 1999 TA146               | 7 ottobre 1999   | LINEAR     |
| 102379 - | 1999 TR146               | 7 ottobre 1999   | LINEAR     |
| 102380 - | 1999 TE150               | 7 ottobre 1999   | LINEAR     |
| 102381 - | 1999 TU151               | 7 ottobre 1999   | LINEAR     |
| 102382 - | 1999 TZ151               | 7 ottobre 1999   | LINEAR     |
| 102383 - | 1999 TH152               | 7 ottobre 1999   | LINEAR     |
| 102384 - | 1999 TL152               | 7 ottobre 1999   | LINEAR     |
| 102385 - | 1999 TQ152               | 7 ottobre 1999   | LINEAR     |
| 102386 - | 1999 TB153               | 7 ottobre 1999   | LINEAR     |
| 102387 - | 1999 TB155               | 7 ottobre 1999   | LINEAR     |
| 102388 - | 1999 TG155               | 7 ottobre 1999   | LINEAR     |
| 102389 - | 1999 TM155               | 7 ottobre 1999   | LINEAR     |
| 102390 - | 1999 TP155               | 7 ottobre 1999   | LINEAR     |
| 102391 - | 1999 TH157               | 9 ottobre 1999   | LINEAR     |
| 102392 - | 1999 TN157               | 9 ottobre 1999   | LINEAR     |
| 102393 - | 1999 TA160               | 9 ottobre 1999   | LINEAR     |
| 102394 - | 1999 TL161               | 9 ottobre 1999   | LINEAR     |
| 102395 - | 1999 TE164               | 9 ottobre 1999   | LINEAR     |
| 102396 - | 1999 TD166               | 10 ottobre 1999  | LINEAR     |
| 102397 - | 1999 TN167               | 10 ottobre 1999  | LINEAR     |
| 102398 - | 1999 TZ168               | 10 ottobre 1999  | LINEAR     |
| 102399 - | 1999 TG169               | 10 ottobre 1999  | LINEAR     |
| 102400 - | 1999 TW169               | 10 ottobre 1999  | LINEAR     |

## 102401-102500
| Nome     | Designazione provvisoria | Data di scoperta | Scopritore |
| -------- | ------------------------ | ---------------- | ---------- |
| 102401 - | 1999 TY169               | 10 ottobre 1999  | LINEAR     |
| 102402 - | 1999 TS171               | 10 ottobre 1999  | LINEAR     |
| 102403 - | 1999 TB172               | 10 ottobre 1999  | LINEAR     |
| 102404 - | 1999 TJ172               | 10 ottobre 1999  | LINEAR     |
| 102405 - | 1999 TP172               | 10 ottobre 1999  | LINEAR     |
| 102406 - | 1999 TR173               | 10 ottobre 1999  | LINEAR     |
| 102407 - | 1999 TW174               | 10 ottobre 1999  | LINEAR     |
| 102408 - | 1999 TM175               | 10 ottobre 1999  | LINEAR     |
| 102409 - | 1999 TN175               | 10 ottobre 1999  | LINEAR     |
| 102410 - | 1999 TS175               | 10 ottobre 1999  | LINEAR     |
| 102411 - | 1999 TB177               | 10 ottobre 1999  | LINEAR     |
| 102412 - | 1999 TZ179               | 10 ottobre 1999  | LINEAR     |
| 102413 - | 1999 TC181               | 10 ottobre 1999  | LINEAR     |
| 102414 - | 1999 TA182               | 11 ottobre 1999  | LINEAR     |
| 102415 - | 1999 TH183               | 11 ottobre 1999  | LINEAR     |
| 102416 - | 1999 TL184               | 12 ottobre 1999  | LINEAR     |
| 102417 - | 1999 TN184               | 12 ottobre 1999  | LINEAR     |
| 102418 - | 1999 TN187               | 12 ottobre 1999  | LINEAR     |
| 102419 - | 1999 TD189               | 12 ottobre 1999  | LINEAR     |
| 102420 - | 1999 TC190               | 12 ottobre 1999  | LINEAR     |
| 102421 - | 1999 TZ190               | 12 ottobre 1999  | LINEAR     |
| 102422 - | 1999 TW191               | 12 ottobre 1999  | LINEAR     |
| 102423 - | 1999 TJ192               | 12 ottobre 1999  | LINEAR     |
| 102424 - | 1999 TD194               | 12 ottobre 1999  | LINEAR     |
| 102425 - | 1999 TN194               | 12 ottobre 1999  | LINEAR     |
| 102426 - | 1999 TY196               | 12 ottobre 1999  | LINEAR     |
| 102427 - | 1999 TK200               | 12 ottobre 1999  | LINEAR     |
| 102428 - | 1999 TD201               | 13 ottobre 1999  | LINEAR     |
| 102429 - | 1999 TD202               | 13 ottobre 1999  | LINEAR     |
| 102430 - | 1999 TG204               | 13 ottobre 1999  | LINEAR     |
| 102431 - | 1999 TL205               | 13 ottobre 1999  | LINEAR     |
| 102432 - | 1999 TA207               | 14 ottobre 1999  | LINEAR     |
| 102433 - | 1999 TL209               | 14 ottobre 1999  | LINEAR     |
| 102434 - | 1999 TD210               | 14 ottobre 1999  | LINEAR     |
| 102435 - | 1999 TN210               | 14 ottobre 1999  | LINEAR     |
| 102436 - | 1999 TX211               | 15 ottobre 1999  | LINEAR     |
| 102437 - | 1999 TY212               | 15 ottobre 1999  | LINEAR     |
| 102438 - | 1999 TJ213               | 15 ottobre 1999  | LINEAR     |
| 102439 - | 1999 TQ213               | 15 ottobre 1999  | LINEAR     |
| 102440 - | 1999 TW213               | 15 ottobre 1999  | LINEAR     |
| 102441 - | 1999 TX213               | 15 ottobre 1999  | LINEAR     |
| 102442 - | 1999 TZ214               | 15 ottobre 1999  | LINEAR     |
| 102443 - | 1999 TB215               | 15 ottobre 1999  | LINEAR     |
| 102444 - | 1999 TT215               | 15 ottobre 1999  | LINEAR     |
| 102445 - | 1999 TF216               | 15 ottobre 1999  | LINEAR     |
| 102446 - | 1999 TO216               | 15 ottobre 1999  | LINEAR     |
| 102447 - | 1999 TR216               | 15 ottobre 1999  | LINEAR     |
| 102448 - | 1999 TS216               | 15 ottobre 1999  | LINEAR     |
| 102449 - | 1999 TC217               | 15 ottobre 1999  | LINEAR     |
| 102450 - | 1999 TD217               | 15 ottobre 1999  | LINEAR     |
| 102451 - | 1999 TL217               | 15 ottobre 1999  | LINEAR     |
| 102452 - | 1999 TV217               | 15 ottobre 1999  | LINEAR     |
| 102453 - | 1999 TW217               | 15 ottobre 1999  | LINEAR     |
| 102454 - | 1999 TY218               | 1 ottobre 1999   | CSS        |
| 102455 - | 1999 TU220               | 1 ottobre 1999   | CSS        |
| 102456 - | 1999 TJ221               | 2 ottobre 1999   | LINEAR     |
| 102457 - | 1999 TP221               | 2 ottobre 1999   | LONEOS     |
| 102458 - | 1999 TH225               | 2 ottobre 1999   | Spacewatch |
| 102459 - | 1999 TD226               | 2 ottobre 1999   | Spacewatch |
| 102460 - | 1999 TN226               | 3 ottobre 1999   | Spacewatch |
| 102461 - | 1999 TG227               | 1 ottobre 1999   | LONEOS     |
| 102462 - | 1999 TE229               | 4 ottobre 1999   | LONEOS     |
| 102463 - | 1999 TD230               | 3 ottobre 1999   | LONEOS     |
| 102464 - | 1999 TG230               | 3 ottobre 1999   | LONEOS     |
| 102465 - | 1999 TB231               | 5 ottobre 1999   | CSS        |
| 102466 - | 1999 TW232               | 6 ottobre 1999   | LINEAR     |
| 102467 - | 1999 TA233               | 7 ottobre 1999   | CSS        |
| 102468 - | 1999 TV234               | 3 ottobre 1999   | CSS        |
| 102469 - | 1999 TC237               | 3 ottobre 1999   | CSS        |
| 102470 - | 1999 TQ239               | 4 ottobre 1999   | CSS        |
| 102471 - | 1999 TN241               | 4 ottobre 1999   | CSS        |
| 102472 - | 1999 TT242               | 4 ottobre 1999   | CSS        |
| 102473 - | 1999 TW244               | 7 ottobre 1999   | CSS        |
| 102474 - | 1999 TZ245               | 7 ottobre 1999   | CSS        |
| 102475 - | 1999 TA246               | 7 ottobre 1999   | CSS        |
| 102476 - | 1999 TC246               | 8 ottobre 1999   | CSS        |
| 102477 - | 1999 TQ247               | 8 ottobre 1999   | CSS        |
| 102478 - | 1999 TN248               | 8 ottobre 1999   | CSS        |
| 102479 - | 1999 TQ250               | 9 ottobre 1999   | CSS        |
| 102480 - | 1999 TW250               | 9 ottobre 1999   | CSS        |
| 102481 - | 1999 TG252               | 8 ottobre 1999   | LINEAR     |
| 102482 - | 1999 TH252               | 8 ottobre 1999   | LINEAR     |
| 102483 - | 1999 TA253               | 9 ottobre 1999   | LINEAR     |
| 102484 - | 1999 TU256               | 9 ottobre 1999   | LINEAR     |
| 102485 - | 1999 TQ258               | 9 ottobre 1999   | LINEAR     |
| 102486 - | 1999 TY258               | 9 ottobre 1999   | LINEAR     |
| 102487 - | 1999 TF260               | 10 ottobre 1999  | Spacewatch |
| 102488 - | 1999 TU260               | 12 ottobre 1999  | LINEAR     |
| 102489 - | 1999 TC262               | 13 ottobre 1999  | LINEAR     |
| 102490 - | 1999 TD264               | 15 ottobre 1999  | Spacewatch |
| 102491 - | 1999 TK264               | 15 ottobre 1999  | Spacewatch |
| 102492 - | 1999 TG265               | 3 ottobre 1999   | LINEAR     |
| 102493 - | 1999 TW265               | 3 ottobre 1999   | LINEAR     |
| 102494 - | 1999 TQ273               | 5 ottobre 1999   | LINEAR     |
| 102495 - | 1999 TH274               | 6 ottobre 1999   | LINEAR     |
| 102496 - | 1999 TT277               | 6 ottobre 1999   | LINEAR     |
| 102497 - | 1999 TY278               | 6 ottobre 1999   | LINEAR     |
| 102498 - | 1999 TQ280               | 8 ottobre 1999   | LINEAR     |
| 102499 - | 1999 TD282               | 8 ottobre 1999   | LINEAR     |
| 102500 - | 1999 TG283               | 9 ottobre 1999   | LINEAR     |

## 102501-102600
| Nome     | Designazione provvisoria | Data di scoperta | Scopritore                           |
| -------- | ------------------------ | ---------------- | ------------------------------------ |
| 102501 - | 1999 TZ283               | 9 ottobre 1999   | LINEAR                               |
| 102502 - | 1999 TF285               | 9 ottobre 1999   | LINEAR                               |
| 102503 - | 1999 TJ288               | 10 ottobre 1999  | LINEAR                               |
| 102504 - | 1999 TV288               | 10 ottobre 1999  | LINEAR                               |
| 102505 - | 1999 TZ288               | 10 ottobre 1999  | LINEAR                               |
| 102506 - | 1999 TU289               | 10 ottobre 1999  | LINEAR                               |
| 102507 - | 1999 TL290               | 10 ottobre 1999  | LINEAR                               |
| 102508 - | 1999 TZ291               | 11 ottobre 1999  | LINEAR                               |
| 102509 - | 1999 TE293               | 12 ottobre 1999  | LINEAR                               |
| 102510 - | 1999 TP293               | 12 ottobre 1999  | LINEAR                               |
| 102511 - | 1999 TQ298               | 2 ottobre 1999   | Spacewatch                           |
| 102512 - | 1999 TO300               | 3 ottobre 1999   | Spacewatch                           |
| 102513 - | 1999 TE303               | 4 ottobre 1999   | Spacewatch                           |
| 102514 - | 1999 TC304               | 4 ottobre 1999   | CSS                                  |
| 102515 - | 1999 TT305               | 3 ottobre 1999   | CSS                                  |
| 102516 - | 1999 TC306               | 6 ottobre 1999   | LINEAR                               |
| 102517 - | 1999 TZ309               | 4 ottobre 1999   | Spacewatch                           |
| 102518 - | 1999 TB312               | 8 ottobre 1999   | Spacewatch                           |
| 102519 - | 1999 TO312               | 5 ottobre 1999   | LONEOS                               |
| 102520 - | 1999 TW318               | 12 ottobre 1999  | Spacewatch                           |
| 102521 - | 1999 TE319               | 9 ottobre 1999   | LINEAR                               |
| 102522 - | 1999 TC321               | 10 ottobre 1999  | LINEAR                               |
| 102523 - | 1999 UG                  | 16 ottobre 1999  | K. Korlević                          |
| 102524 - | 1999 UK                  | 16 ottobre 1999  | K. Korlević                          |
| 102525 - | 1999 UV                  | 16 ottobre 1999  | K. Korlević                          |
| 102526 - | 1999 UG1                 | 16 ottobre 1999  | K. Korlević                          |
| 102527 - | 1999 UH2                 | 17 ottobre 1999  | K. Korlević                          |
| 102528 - | 1999 US3                 | 26 ottobre 1999  | LONEOS                               |
| 102529 - | 1999 UD4                 | 27 ottobre 1999  | K. Korlević                          |
| 102530 - | 1999 UF4                 | 30 ottobre 1999  | G. J. Garradd                        |
| 102531 - | 1999 UP4                 | 31 ottobre 1999  | L. Šarounová                         |
| 102532 - | 1999 UU4                 | 31 ottobre 1999  | A. Galád, J. Tóth                    |
| 102533 - | 1999 UB5                 | 28 ottobre 1999  | CSS                                  |
| 102534 - | 1999 UJ5                 | 29 ottobre 1999  | LINEAR                               |
| 102535 - | 1999 UL6                 | 28 ottobre 1999  | Beijing Schmidt CCD Asteroid Program |
| 102536 - | 1999 UN6                 | 28 ottobre 1999  | Beijing Schmidt CCD Asteroid Program |
| 102537 - | 1999 UY7                 | 29 ottobre 1999  | CSS                                  |
| 102538 - | 1999 UZ9                 | 31 ottobre 1999  | LINEAR                               |
| 102539 - | 1999 UT10                | 31 ottobre 1999  | LINEAR                               |
| 102540 - | 1999 UV11                | 29 ottobre 1999  | Spacewatch                           |
| 102541 - | 1999 UN12                | 28 ottobre 1999  | CSS                                  |
| 102542 - | 1999 UT12                | 29 ottobre 1999  | CSS                                  |
| 102543 - | 1999 UV12                | 29 ottobre 1999  | CSS                                  |
| 102544 - | 1999 UK13                | 29 ottobre 1999  | CSS                                  |
| 102545 - | 1999 UP14                | 29 ottobre 1999  | CSS                                  |
| 102546 - | 1999 UQ15                | 29 ottobre 1999  | CSS                                  |
| 102547 - | 1999 UW15                | 29 ottobre 1999  | CSS                                  |
| 102548 - | 1999 UF16                | 29 ottobre 1999  | CSS                                  |
| 102549 - | 1999 UP16                | 29 ottobre 1999  | CSS                                  |
| 102550 - | 1999 UY17                | 30 ottobre 1999  | Spacewatch                           |
| 102551 - | 1999 UC18                | 30 ottobre 1999  | Spacewatch                           |
| 102552 - | 1999 UF20                | 31 ottobre 1999  | Spacewatch                           |
| 102553 - | 1999 UJ20                | 31 ottobre 1999  | Spacewatch                           |
| 102554 - | 1999 US21                | 31 ottobre 1999  | Spacewatch                           |
| 102555 - | 1999 UG22                | 31 ottobre 1999  | Spacewatch                           |
| 102556 - | 1999 UW23                | 28 ottobre 1999  | CSS                                  |
| 102557 - | 1999 UY23                | 28 ottobre 1999  | CSS                                  |
| 102558 - | 1999 UJ24                | 28 ottobre 1999  | CSS                                  |
| 102559 - | 1999 UJ25                | 28 ottobre 1999  | CSS                                  |
| 102560 - | 1999 UR25                | 29 ottobre 1999  | CSS                                  |
| 102561 - | 1999 UX27                | 30 ottobre 1999  | Spacewatch                           |
| 102562 - | 1999 UD28                | 30 ottobre 1999  | Spacewatch                           |
| 102563 - | 1999 UW29                | 31 ottobre 1999  | Spacewatch                           |
| 102564 - | 1999 UH30                | 31 ottobre 1999  | Spacewatch                           |
| 102565 - | 1999 UL30                | 31 ottobre 1999  | Spacewatch                           |
| 102566 - | 1999 UB32                | 31 ottobre 1999  | Spacewatch                           |
| 102567 - | 1999 UY32                | 31 ottobre 1999  | Spacewatch                           |
| 102568 - | 1999 UG35                | 31 ottobre 1999  | Spacewatch                           |
| 102569 - | 1999 UQ35                | 30 ottobre 1999  | Spacewatch                           |
| 102570 - | 1999 UW35                | 31 ottobre 1999  | Spacewatch                           |
| 102571 - | 1999 UX35                | 31 ottobre 1999  | Spacewatch                           |
| 102572 - | 1999 UW36                | 16 ottobre 1999  | Spacewatch                           |
| 102573 - | 1999 UH40                | 16 ottobre 1999  | LINEAR                               |
| 102574 - | 1999 UH41                | 17 ottobre 1999  | LONEOS                               |
| 102575 - | 1999 UQ42                | 28 ottobre 1999  | CSS                                  |
| 102576 - | 1999 UZ42                | 28 ottobre 1999  | CSS                                  |
| 102577 - | 1999 UE43                | 28 ottobre 1999  | CSS                                  |
| 102578 - | 1999 UO43                | 28 ottobre 1999  | CSS                                  |
| 102579 - | 1999 UZ43                | 29 ottobre 1999  | CSS                                  |
| 102580 - | 1999 UC44                | 29 ottobre 1999  | CSS                                  |
| 102581 - | 1999 US44                | 30 ottobre 1999  | CSS                                  |
| 102582 - | 1999 UD46                | 31 ottobre 1999  | CSS                                  |
| 102583 - | 1999 UE47                | 29 ottobre 1999  | CSS                                  |
| 102584 - | 1999 UE48                | 30 ottobre 1999  | CSS                                  |
| 102585 - | 1999 UJ48                | 30 ottobre 1999  | CSS                                  |
| 102586 - | 1999 UR49                | 30 ottobre 1999  | CSS                                  |
| 102587 - | 1999 UA50                | 30 ottobre 1999  | CSS                                  |
| 102588 - | 1999 UM52                | 31 ottobre 1999  | CSS                                  |
| 102589 - | 1999 UP52                | 31 ottobre 1999  | CSS                                  |
| 102590 - | 1999 UT52                | 31 ottobre 1999  | CSS                                  |
| 102591 - | 1999 UP57                | 29 ottobre 1999  | Spacewatch                           |
| 102592 - | 1999 VE1                 | 4 novembre 1999  | Olathe                               |
| 102593 - | 1999 VY1                 | 5 novembre 1999  | J. M. Roe                            |
| 102594 - | 1999 VC3                 | 1 novembre 1999  | Spacewatch                           |
| 102595 - | 1999 VJ3                 | 1 novembre 1999  | Spacewatch                           |
| 102596 - | 1999 VN3                 | 1 novembre 1999  | Spacewatch                           |
| 102597 - | 1999 VS3                 | 1 novembre 1999  | Spacewatch                           |
| 102598 - | 1999 VE4                 | 1 novembre 1999  | CSS                                  |
| 102599 - | 1999 VX4                 | 5 novembre 1999  | K. Korlević                          |
| 102600 - | 1999 VC5                 | 5 novembre 1999  | K. Korlević                          |

## 102601-102700
| Nome               | Designazione provvisoria | Data di scoperta | Scopritore                           |
| ------------------ | ------------------------ | ---------------- | ------------------------------------ |
| 102601 -           | 1999 VD5                 | 5 novembre 1999  | K. Korlević                          |
| 102602 -           | 1999 VG5                 | 7 novembre 1999  | K. Korlević                          |
| 102603 -           | 1999 VP5                 | 6 novembre 1999  | C. W. Juels                          |
| 102604 -           | 1999 VW5                 | 5 novembre 1999  | T. Kobayashi                         |
| 102605 -           | 1999 VH9                 | 8 novembre 1999  | K. Korlević                          |
| 102606 -           | 1999 VA10                | 9 novembre 1999  | C. W. Juels                          |
| 102607 -           | 1999 VJ11                | 10 novembre 1999 | K. Korlević                          |
| 102608 -           | 1999 VH13                | 1 novembre 1999  | LINEAR                               |
| 102609 -           | 1999 VJ14                | 2 novembre 1999  | LINEAR                               |
| 102610 -           | 1999 VQ15                | 2 novembre 1999  | Spacewatch                           |
| 102611 -           | 1999 VK19                | 10 novembre 1999 | K. Korlević                          |
| 102612 -           | 1999 VY19                | 9 novembre 1999  | K. Korlević                          |
| 102613 -           | 1999 VQ20                | 11 novembre 1999 | C. W. Juels                          |
| 102614 -           | 1999 VG21                | 12 novembre 1999 | K. Korlević                          |
| 102615 -           | 1999 VJ21                | 12 novembre 1999 | K. Korlević                          |
| 102616 -           | 1999 VC22                | 13 novembre 1999 | K. Korlević                          |
| 102617 Allium      | 1999 VC23                | 12 novembre 1999 | S. Sposetti                          |
| 102618 -           | 1999 VJ23                | 8 novembre 1999  | R. Pacheco, À. López                 |
| 102619 Crespino    | 1999 VK23                | 12 novembre 1999 | S. Sposetti                          |
| 102620 -           | 1999 VX23                | 9 novembre 1999  | Y. Shimizu, T. Urata                 |
| 102621 Goshinosato | 1999 VO25                | 13 novembre 1999 | Saji                                 |
| 102622 -           | 1999 VR25                | 15 novembre 1999 | Kleť                                 |
| 102623 -           | 1999 VM26                | 3 novembre 1999  | LINEAR                               |
| 102624 -           | 1999 VZ26                | 3 novembre 1999  | LINEAR                               |
| 102625 -           | 1999 VX27                | 15 novembre 1999 | G. Bell, G. Hug                      |
| 102626 -           | 1999 VY27                | 15 novembre 1999 | L. Kornoš, J. Tóth                   |
| 102627 -           | 1999 VZ27                | 11 novembre 1999 | CSS                                  |
| 102628 -           | 1999 VG28                | 3 novembre 1999  | LINEAR                               |
| 102629 -           | 1999 VQ28                | 3 novembre 1999  | LINEAR                               |
| 102630 -           | 1999 VM30                | 3 novembre 1999  | LINEAR                               |
| 102631 -           | 1999 VR31                | 3 novembre 1999  | LINEAR                               |
| 102632 -           | 1999 VX32                | 3 novembre 1999  | LINEAR                               |
| 102633 -           | 1999 VY33                | 3 novembre 1999  | LINEAR                               |
| 102634 -           | 1999 VD34                | 3 novembre 1999  | LINEAR                               |
| 102635 -           | 1999 VH34                | 3 novembre 1999  | LINEAR                               |
| 102636 -           | 1999 VV37                | 3 novembre 1999  | LINEAR                               |
| 102637 -           | 1999 VH38                | 10 novembre 1999 | LINEAR                               |
| 102638 -           | 1999 VQ38                | 10 novembre 1999 | LINEAR                               |
| 102639 -           | 1999 VV38                | 10 novembre 1999 | LINEAR                               |
| 102640 -           | 1999 VO39                | 10 novembre 1999 | LINEAR                               |
| 102641 -           | 1999 VV39                | 11 novembre 1999 | Spacewatch                           |
| 102642 -           | 1999 VY42                | 4 novembre 1999  | Spacewatch                           |
| 102643 -           | 1999 VQ43                | 1 novembre 1999  | CSS                                  |
| 102644 -           | 1999 VA44                | 3 novembre 1999  | CSS                                  |
| 102645 -           | 1999 VC44                | 3 novembre 1999  | CSS                                  |
| 102646 -           | 1999 VT46                | 3 novembre 1999  | LINEAR                               |
| 102647 -           | 1999 VT47                | 3 novembre 1999  | LINEAR                               |
| 102648 -           | 1999 VR48                | 3 novembre 1999  | LINEAR                               |
| 102649 -           | 1999 VW48                | 3 novembre 1999  | LINEAR                               |
| 102650 -           | 1999 VM51                | 3 novembre 1999  | LINEAR                               |
| 102651 -           | 1999 VS51                | 3 novembre 1999  | LINEAR                               |
| 102652 -           | 1999 VQ52                | 3 novembre 1999  | LINEAR                               |
| 102653 -           | 1999 VG53                | 3 novembre 1999  | LINEAR                               |
| 102654 -           | 1999 VV53                | 4 novembre 1999  | LINEAR                               |
| 102655 -           | 1999 VV54                | 4 novembre 1999  | LINEAR                               |
| 102656 -           | 1999 VY54                | 4 novembre 1999  | LINEAR                               |
| 102657 -           | 1999 VZ54                | 4 novembre 1999  | LINEAR                               |
| 102658 -           | 1999 VK55                | 4 novembre 1999  | LINEAR                               |
| 102659 -           | 1999 VO55                | 4 novembre 1999  | LINEAR                               |
| 102660 -           | 1999 VA56                | 4 novembre 1999  | LINEAR                               |
| 102661 -           | 1999 VX57                | 4 novembre 1999  | LINEAR                               |
| 102662 -           | 1999 VZ58                | 4 novembre 1999  | LINEAR                               |
| 102663 -           | 1999 VA59                | 4 novembre 1999  | LINEAR                               |
| 102664 -           | 1999 VB59                | 4 novembre 1999  | LINEAR                               |
| 102665 -           | 1999 VC59                | 4 novembre 1999  | LINEAR                               |
| 102666 -           | 1999 VO60                | 4 novembre 1999  | LINEAR                               |
| 102667 -           | 1999 VB62                | 4 novembre 1999  | LINEAR                               |
| 102668 -           | 1999 VG62                | 4 novembre 1999  | LINEAR                               |
| 102669 -           | 1999 VQ62                | 4 novembre 1999  | LINEAR                               |
| 102670 -           | 1999 VT62                | 4 novembre 1999  | LINEAR                               |
| 102671 -           | 1999 VW62                | 4 novembre 1999  | LINEAR                               |
| 102672 -           | 1999 VY62                | 4 novembre 1999  | LINEAR                               |
| 102673 -           | 1999 VZ63                | 4 novembre 1999  | LINEAR                               |
| 102674 -           | 1999 VA66                | 4 novembre 1999  | LINEAR                               |
| 102675 -           | 1999 VM66                | 4 novembre 1999  | LINEAR                               |
| 102676 -           | 1999 VC67                | 4 novembre 1999  | LINEAR                               |
| 102677 -           | 1999 VJ68                | 4 novembre 1999  | LINEAR                               |
| 102678 -           | 1999 VL68                | 4 novembre 1999  | LINEAR                               |
| 102679 -           | 1999 VP68                | 4 novembre 1999  | LINEAR                               |
| 102680 -           | 1999 VQ68                | 4 novembre 1999  | LINEAR                               |
| 102681 -           | 1999 VM69                | 4 novembre 1999  | LINEAR                               |
| 102682 -           | 1999 VQ69                | 4 novembre 1999  | LINEAR                               |
| 102683 -           | 1999 VW69                | 4 novembre 1999  | LINEAR                               |
| 102684 -           | 1999 VG70                | 4 novembre 1999  | LINEAR                               |
| 102685 -           | 1999 VK70                | 4 novembre 1999  | LINEAR                               |
| 102686 -           | 1999 VS70                | 4 novembre 1999  | LINEAR                               |
| 102687 -           | 1999 VR71                | 4 novembre 1999  | LINEAR                               |
| 102688 -           | 1999 VK72                | 12 novembre 1999 | Beijing Schmidt CCD Asteroid Program |
| 102689 -           | 1999 VA73                | 12 novembre 1999 | LINEAR                               |
| 102690 -           | 1999 VG73                | 1 novembre 1999  | Spacewatch                           |
| 102691 -           | 1999 VS73                | 1 novembre 1999  | Spacewatch                           |
| 102692 -           | 1999 VW73                | 1 novembre 1999  | Spacewatch                           |
| 102693 -           | 1999 VL77                | 3 novembre 1999  | LINEAR                               |
| 102694 -           | 1999 VO77                | 3 novembre 1999  | LINEAR                               |
| 102695 -           | 1999 VP77                | 3 novembre 1999  | LINEAR                               |
| 102696 -           | 1999 VA81                | 4 novembre 1999  | LINEAR                               |
| 102697 -           | 1999 VE84                | 6 novembre 1999  | Spacewatch                           |
| 102698 -           | 1999 VL85                | 5 novembre 1999  | CSS                                  |
| 102699 -           | 1999 VH86                | 5 novembre 1999  | LINEAR                               |
| 102700 -           | 1999 VR86                | 7 novembre 1999  | LINEAR                               |

## 102701-102800
| Nome     | Designazione provvisoria | Data di scoperta | Scopritore |
| -------- | ------------------------ | ---------------- | ---------- |
| 102701 - | 1999 VU86                | 7 novembre 1999  | LINEAR     |
| 102702 - | 1999 VY86                | 7 novembre 1999  | LINEAR     |
| 102703 - | 1999 VE87                | 6 novembre 1999  | LINEAR     |
| 102704 - | 1999 VO87                | 5 novembre 1999  | LINEAR     |
| 102705 - | 1999 VM88                | 4 novembre 1999  | LINEAR     |
| 102706 - | 1999 VT90                | 5 novembre 1999  | LINEAR     |
| 102707 - | 1999 VA91                | 5 novembre 1999  | LINEAR     |
| 102708 - | 1999 VB91                | 5 novembre 1999  | LINEAR     |
| 102709 - | 1999 VL91                | 5 novembre 1999  | LINEAR     |
| 102710 - | 1999 VM91                | 5 novembre 1999  | LINEAR     |
| 102711 - | 1999 VE93                | 9 novembre 1999  | LINEAR     |
| 102712 - | 1999 VQ93                | 9 novembre 1999  | LINEAR     |
| 102713 - | 1999 VT93                | 9 novembre 1999  | LINEAR     |
| 102714 - | 1999 VW93                | 9 novembre 1999  | LINEAR     |
| 102715 - | 1999 VZ93                | 9 novembre 1999  | LINEAR     |
| 102716 - | 1999 VZ94                | 9 novembre 1999  | LINEAR     |
| 102717 - | 1999 VO95                | 9 novembre 1999  | LINEAR     |
| 102718 - | 1999 VZ97                | 9 novembre 1999  | LINEAR     |
| 102719 - | 1999 VR98                | 9 novembre 1999  | LINEAR     |
| 102720 - | 1999 VW98                | 9 novembre 1999  | LINEAR     |
| 102721 - | 1999 VZ98                | 9 novembre 1999  | LINEAR     |
| 102722 - | 1999 VL99                | 9 novembre 1999  | LINEAR     |
| 102723 - | 1999 VM99                | 9 novembre 1999  | LINEAR     |
| 102724 - | 1999 VP99                | 9 novembre 1999  | LINEAR     |
| 102725 - | 1999 VE100               | 9 novembre 1999  | LINEAR     |
| 102726 - | 1999 VX100               | 9 novembre 1999  | LINEAR     |
| 102727 - | 1999 VF101               | 9 novembre 1999  | LINEAR     |
| 102728 - | 1999 VS101               | 9 novembre 1999  | LINEAR     |
| 102729 - | 1999 VX101               | 9 novembre 1999  | LINEAR     |
| 102730 - | 1999 VE102               | 9 novembre 1999  | LINEAR     |
| 102731 - | 1999 VJ102               | 9 novembre 1999  | LINEAR     |
| 102732 - | 1999 VV102               | 9 novembre 1999  | LINEAR     |
| 102733 - | 1999 VX103               | 9 novembre 1999  | LINEAR     |
| 102734 - | 1999 VB104               | 9 novembre 1999  | LINEAR     |
| 102735 - | 1999 VX104               | 9 novembre 1999  | LINEAR     |
| 102736 - | 1999 VE105               | 9 novembre 1999  | LINEAR     |
| 102737 - | 1999 VW105               | 9 novembre 1999  | LINEAR     |
| 102738 - | 1999 VM106               | 9 novembre 1999  | LINEAR     |
| 102739 - | 1999 VB107               | 9 novembre 1999  | LINEAR     |
| 102740 - | 1999 VJ107               | 9 novembre 1999  | LINEAR     |
| 102741 - | 1999 VX109               | 9 novembre 1999  | LINEAR     |
| 102742 - | 1999 VE111               | 9 novembre 1999  | LINEAR     |
| 102743 - | 1999 VJ111               | 9 novembre 1999  | LINEAR     |
| 102744 - | 1999 VO111               | 9 novembre 1999  | LINEAR     |
| 102745 - | 1999 VZ111               | 9 novembre 1999  | LINEAR     |
| 102746 - | 1999 VK113               | 9 novembre 1999  | LINEAR     |
| 102747 - | 1999 VB116               | 4 novembre 1999  | Spacewatch |
| 102748 - | 1999 VL117               | 9 novembre 1999  | Spacewatch |
| 102749 - | 1999 VY117               | 9 novembre 1999  | Spacewatch |
| 102750 - | 1999 VO119               | 3 novembre 1999  | Spacewatch |
| 102751 - | 1999 VR120               | 4 novembre 1999  | Spacewatch |
| 102752 - | 1999 VX121               | 4 novembre 1999  | Spacewatch |
| 102753 - | 1999 VB123               | 5 novembre 1999  | Spacewatch |
| 102754 - | 1999 VY123               | 5 novembre 1999  | Spacewatch |
| 102755 - | 1999 VX127               | 9 novembre 1999  | Spacewatch |
| 102756 - | 1999 VZ127               | 9 novembre 1999  | Spacewatch |
| 102757 - | 1999 VA128               | 9 novembre 1999  | Spacewatch |
| 102758 - | 1999 VK130               | 9 novembre 1999  | CSS        |
| 102759 - | 1999 VL130               | 9 novembre 1999  | CSS        |
| 102760 - | 1999 VG132               | 9 novembre 1999  | Spacewatch |
| 102761 - | 1999 VH133               | 10 novembre 1999 | Spacewatch |
| 102762 - | 1999 VX133               | 10 novembre 1999 | Spacewatch |
| 102763 - | 1999 VO135               | 7 novembre 1999  | LINEAR     |
| 102764 - | 1999 VF136               | 9 novembre 1999  | LINEAR     |
| 102765 - | 1999 VN136               | 9 novembre 1999  | LINEAR     |
| 102766 - | 1999 VQ136               | 9 novembre 1999  | LINEAR     |
| 102767 - | 1999 VZ136               | 12 novembre 1999 | LINEAR     |
| 102768 - | 1999 VC139               | 9 novembre 1999  | Spacewatch |
| 102769 - | 1999 VW139               | 10 novembre 1999 | Spacewatch |
| 102770 - | 1999 VK140               | 10 novembre 1999 | Spacewatch |
| 102771 - | 1999 VY141               | 10 novembre 1999 | Spacewatch |
| 102772 - | 1999 VT142               | 11 novembre 1999 | Spacewatch |
| 102773 - | 1999 VD144               | 11 novembre 1999 | CSS        |
| 102774 - | 1999 VH144               | 11 novembre 1999 | CSS        |
| 102775 - | 1999 VS144               | 13 novembre 1999 | CSS        |
| 102776 - | 1999 VZ144               | 13 novembre 1999 | CSS        |
| 102777 - | 1999 VH145               | 8 novembre 1999  | LINEAR     |
| 102778 - | 1999 VT145               | 9 novembre 1999  | LINEAR     |
| 102779 - | 1999 VN146               | 12 novembre 1999 | LINEAR     |
| 102780 - | 1999 VO147               | 13 novembre 1999 | LINEAR     |
| 102781 - | 1999 VO148               | 14 novembre 1999 | LINEAR     |
| 102782 - | 1999 VE151               | 14 novembre 1999 | LINEAR     |
| 102783 - | 1999 VK151               | 14 novembre 1999 | LINEAR     |
| 102784 - | 1999 VB152               | 9 novembre 1999  | Spacewatch |
| 102785 - | 1999 VW152               | 10 novembre 1999 | Spacewatch |
| 102786 - | 1999 VV153               | 13 novembre 1999 | Spacewatch |
| 102787 - | 1999 VN154               | 12 novembre 1999 | Spacewatch |
| 102788 - | 1999 VY154               | 13 novembre 1999 | Spacewatch |
| 102789 - | 1999 VJ156               | 12 novembre 1999 | LINEAR     |
| 102790 - | 1999 VH157               | 14 novembre 1999 | LINEAR     |
| 102791 - | 1999 VR157               | 14 novembre 1999 | LINEAR     |
| 102792 - | 1999 VN158               | 14 novembre 1999 | LINEAR     |
| 102793 - | 1999 VO158               | 14 novembre 1999 | LINEAR     |
| 102794 - | 1999 VZ158               | 14 novembre 1999 | LINEAR     |
| 102795 - | 1999 VA163               | 14 novembre 1999 | LINEAR     |
| 102796 - | 1999 VB163               | 14 novembre 1999 | LINEAR     |
| 102797 - | 1999 VE165               | 14 novembre 1999 | LINEAR     |
| 102798 - | 1999 VF165               | 14 novembre 1999 | LINEAR     |
| 102799 - | 1999 VO165               | 14 novembre 1999 | LINEAR     |
| 102800 - | 1999 VS165               | 14 novembre 1999 | LINEAR     |

## 102801-102900
| Nome     | Designazione provvisoria | Data di scoperta | Scopritore   |
| -------- | ------------------------ | ---------------- | ------------ |
| 102801 - | 1999 VX166               | 14 novembre 1999 | LINEAR       |
| 102802 - | 1999 VB168               | 14 novembre 1999 | LINEAR       |
| 102803 - | 1999 VA169               | 14 novembre 1999 | LINEAR       |
| 102804 - | 1999 VJ170               | 14 novembre 1999 | LINEAR       |
| 102805 - | 1999 VM170               | 14 novembre 1999 | LINEAR       |
| 102806 - | 1999 VU170               | 14 novembre 1999 | LINEAR       |
| 102807 - | 1999 VE171               | 14 novembre 1999 | LINEAR       |
| 102808 - | 1999 VG172               | 14 novembre 1999 | LINEAR       |
| 102809 - | 1999 VT173               | 15 novembre 1999 | LINEAR       |
| 102810 - | 1999 VH174               | 10 novembre 1999 | LONEOS       |
| 102811 - | 1999 VM176               | 4 novembre 1999  | LINEAR       |
| 102812 - | 1999 VO176               | 4 novembre 1999  | LINEAR       |
| 102813 - | 1999 VE177               | 5 novembre 1999  | LINEAR       |
| 102814 - | 1999 VK177               | 5 novembre 1999  | LINEAR       |
| 102815 - | 1999 VL177               | 5 novembre 1999  | LINEAR       |
| 102816 - | 1999 VK179               | 6 novembre 1999  | LINEAR       |
| 102817 - | 1999 VE180               | 5 novembre 1999  | LINEAR       |
| 102818 - | 1999 VH180               | 5 novembre 1999  | LINEAR       |
| 102819 - | 1999 VJ181               | 9 novembre 1999  | LINEAR       |
| 102820 - | 1999 VO181               | 9 novembre 1999  | LINEAR       |
| 102821 - | 1999 VR181               | 9 novembre 1999  | LINEAR       |
| 102822 - | 1999 VD182               | 9 novembre 1999  | LINEAR       |
| 102823 - | 1999 VM182               | 9 novembre 1999  | LINEAR       |
| 102824 - | 1999 VU182               | 9 novembre 1999  | LINEAR       |
| 102825 - | 1999 VQ183               | 12 novembre 1999 | LINEAR       |
| 102826 - | 1999 VA184               | 15 novembre 1999 | LINEAR       |
| 102827 - | 1999 VU184               | 15 novembre 1999 | LINEAR       |
| 102828 - | 1999 VS186               | 15 novembre 1999 | LINEAR       |
| 102829 - | 1999 VK187               | 15 novembre 1999 | LINEAR       |
| 102830 - | 1999 VU187               | 15 novembre 1999 | LINEAR       |
| 102831 - | 1999 VK189               | 15 novembre 1999 | LINEAR       |
| 102832 - | 1999 VL189               | 15 novembre 1999 | LINEAR       |
| 102833 - | 1999 VU189               | 15 novembre 1999 | LINEAR       |
| 102834 - | 1999 VF190               | 15 novembre 1999 | LINEAR       |
| 102835 - | 1999 VN190               | 15 novembre 1999 | LINEAR       |
| 102836 - | 1999 VL191               | 12 novembre 1999 | LINEAR       |
| 102837 - | 1999 VE192               | 14 novembre 1999 | LINEAR       |
| 102838 - | 1999 VO192               | 1 novembre 1999  | LONEOS       |
| 102839 - | 1999 VY193               | 3 novembre 1999  | LINEAR       |
| 102840 - | 1999 VO194               | 1 novembre 1999  | CSS          |
| 102841 - | 1999 VT194               | 2 novembre 1999  | CSS          |
| 102842 - | 1999 VP196               | 1 novembre 1999  | CSS          |
| 102843 - | 1999 VZ197               | 3 novembre 1999  | CSS          |
| 102844 - | 1999 VM198               | 3 novembre 1999  | CSS          |
| 102845 - | 1999 VP198               | 3 novembre 1999  | CSS          |
| 102846 - | 1999 VR201               | 3 novembre 1999  | LINEAR       |
| 102847 - | 1999 VV202               | 5 novembre 1999  | LINEAR       |
| 102848 - | 1999 VR203               | 9 novembre 1999  | LONEOS       |
| 102849 - | 1999 VT210               | 13 novembre 1999 | CSS          |
| 102850 - | 1999 VF211               | 14 novembre 1999 | CSS          |
| 102851 - | 1999 VX212               | 12 novembre 1999 | LONEOS       |
| 102852 - | 1999 VG213               | 12 novembre 1999 | LINEAR       |
| 102853 - | 1999 VU217               | 5 novembre 1999  | LINEAR       |
| 102854 - | 1999 VN220               | 3 novembre 1999  | LINEAR       |
| 102855 - | 1999 VM223               | 5 novembre 1999  | LINEAR       |
| 102856 - | 1999 VQ223               | 5 novembre 1999  | LINEAR       |
| 102857 - | 1999 VG224               | 5 novembre 1999  | LINEAR       |
| 102858 - | 1999 VY225               | 5 novembre 1999  | LINEAR       |
| 102859 - | 1999 WH1                 | 28 novembre 1999 | Kleť         |
| 102860 - | 1999 WJ1                 | 28 novembre 1999 | Kleť         |
| 102861 - | 1999 WZ2                 | 27 novembre 1999 | K. Korlević  |
| 102862 - | 1999 WB3                 | 27 novembre 1999 | K. Korlević  |
| 102863 - | 1999 WL3                 | 28 novembre 1999 | T. Kobayashi |
| 102864 - | 1999 WA4                 | 28 novembre 1999 | T. Kobayashi |
| 102865 - | 1999 WD4                 | 28 novembre 1999 | T. Kobayashi |
| 102866 - | 1999 WA5                 | 28 novembre 1999 | T. Kobayashi |
| 102867 - | 1999 WE5                 | 30 novembre 1999 | Kleť         |
| 102868 - | 1999 WO6                 | 28 novembre 1999 | K. Korlević  |
| 102869 - | 1999 WN10                | 28 novembre 1999 | Spacewatch   |
| 102870 - | 1999 WZ10                | 30 novembre 1999 | Spacewatch   |
| 102871 - | 1999 WB11                | 30 novembre 1999 | Spacewatch   |
| 102872 - | 1999 WE11                | 30 novembre 1999 | Spacewatch   |
| 102873 - | 1999 WK11                | 30 novembre 1999 | Spacewatch   |
| 102874 - | 1999 WA12                | 28 novembre 1999 | Spacewatch   |
| 102875 - | 1999 WB12                | 28 novembre 1999 | Spacewatch   |
| 102876 - | 1999 WL12                | 29 novembre 1999 | Spacewatch   |
| 102877 - | 1999 WV13                | 28 novembre 1999 | Spacewatch   |
| 102878 - | 1999 WZ14                | 29 novembre 1999 | Spacewatch   |
| 102879 - | 1999 WP15                | 29 novembre 1999 | Spacewatch   |
| 102880 - | 1999 WA18                | 30 novembre 1999 | Spacewatch   |
| 102881 - | 1999 WE18                | 30 novembre 1999 | Spacewatch   |
| 102882 - | 1999 WX19                | 17 novembre 1999 | LONEOS       |
| 102883 - | 1999 WA20                | 16 novembre 1999 | CSS          |
| 102884 - | 1999 XQ1                 | 2 dicembre 1999  | LINEAR       |
| 102885 - | 1999 XX1                 | 3 dicembre 1999  | C. W. Juels  |
| 102886 - | 1999 XG4                 | 4 dicembre 1999  | CSS          |
| 102887 - | 1999 XM4                 | 4 dicembre 1999  | CSS          |
| 102888 - | 1999 XV4                 | 4 dicembre 1999  | CSS          |
| 102889 - | 1999 XL5                 | 4 dicembre 1999  | CSS          |
| 102890 - | 1999 XV5                 | 4 dicembre 1999  | CSS          |
| 102891 - | 1999 XK6                 | 4 dicembre 1999  | CSS          |
| 102892 - | 1999 XY6                 | 4 dicembre 1999  | CSS          |
| 102893 - | 1999 XF7                 | 4 dicembre 1999  | CSS          |
| 102894 - | 1999 XV8                 | 5 dicembre 1999  | LINEAR       |
| 102895 - | 1999 XY9                 | 5 dicembre 1999  | Spacewatch   |
| 102896 - | 1999 XD10                | 5 dicembre 1999  | Spacewatch   |
| 102897 - | 1999 XA11                | 5 dicembre 1999  | CSS          |
| 102898 - | 1999 XD11                | 5 dicembre 1999  | CSS          |
| 102899 - | 1999 XN11                | 5 dicembre 1999  | CSS          |
| 102900 - | 1999 XX12                | 5 dicembre 1999  | LINEAR       |

## 102901-103000
| Nome     | Designazione provvisoria | Data di scoperta | Scopritore   |
| -------- | ------------------------ | ---------------- | ------------ |
| 102901 - | 1999 XU14                | 6 dicembre 1999  | LINEAR       |
| 102902 - | 1999 XD15                | 6 dicembre 1999  | LINEAR       |
| 102903 - | 1999 XK15                | 5 dicembre 1999  | K. Korlević  |
| 102904 - | 1999 XF16                | 6 dicembre 1999  | LINEAR       |
| 102905 - | 1999 XV16                | 7 dicembre 1999  | LINEAR       |
| 102906 - | 1999 XJ18                | 3 dicembre 1999  | LINEAR       |
| 102907 - | 1999 XZ18                | 3 dicembre 1999  | LINEAR       |
| 102908 - | 1999 XO19                | 5 dicembre 1999  | LINEAR       |
| 102909 - | 1999 XR19                | 5 dicembre 1999  | LINEAR       |
| 102910 - | 1999 XT19                | 5 dicembre 1999  | LINEAR       |
| 102911 - | 1999 XZ19                | 5 dicembre 1999  | LINEAR       |
| 102912 - | 1999 XA21                | 5 dicembre 1999  | LINEAR       |
| 102913 - | 1999 XT21                | 5 dicembre 1999  | LINEAR       |
| 102914 - | 1999 XT22                | 6 dicembre 1999  | LINEAR       |
| 102915 - | 1999 XT23                | 6 dicembre 1999  | LINEAR       |
| 102916 - | 1999 XG24                | 6 dicembre 1999  | LINEAR       |
| 102917 - | 1999 XK24                | 12 dicembre 1999 | LINEAR       |
| 102918 - | 1999 XW24                | 6 dicembre 1999  | LINEAR       |
| 102919 - | 1999 XC26                | 6 dicembre 1999  | LINEAR       |
| 102920 - | 1999 XC27                | 6 dicembre 1999  | LINEAR       |
| 102921 - | 1999 XH27                | 6 dicembre 1999  | LINEAR       |
| 102922 - | 1999 XA30                | 6 dicembre 1999  | LINEAR       |
| 102923 - | 1999 XX30                | 6 dicembre 1999  | LINEAR       |
| 102924 - | 1999 XZ30                | 6 dicembre 1999  | LINEAR       |
| 102925 - | 1999 XZ32                | 6 dicembre 1999  | LINEAR       |
| 102926 - | 1999 XH34                | 6 dicembre 1999  | LINEAR       |
| 102927 - | 1999 XX35                | 6 dicembre 1999  | T. Kobayashi |
| 102928 - | 1999 XU36                | 7 dicembre 1999  | C. W. Juels  |
| 102929 - | 1999 XQ37                | 7 dicembre 1999  | R. Roy       |
| 102930 - | 1999 XO40                | 7 dicembre 1999  | LINEAR       |
| 102931 - | 1999 XE41                | 7 dicembre 1999  | LINEAR       |
| 102932 - | 1999 XH41                | 7 dicembre 1999  | LINEAR       |
| 102933 - | 1999 XV41                | 7 dicembre 1999  | LINEAR       |
| 102934 - | 1999 XY42                | 7 dicembre 1999  | LINEAR       |
| 102935 - | 1999 XK43                | 7 dicembre 1999  | LINEAR       |
| 102936 - | 1999 XH44                | 7 dicembre 1999  | LINEAR       |
| 102937 - | 1999 XS46                | 7 dicembre 1999  | LINEAR       |
| 102938 - | 1999 XU47                | 7 dicembre 1999  | LINEAR       |
| 102939 - | 1999 XV47                | 7 dicembre 1999  | LINEAR       |
| 102940 - | 1999 XY49                | 7 dicembre 1999  | LINEAR       |
| 102941 - | 1999 XF50                | 7 dicembre 1999  | LINEAR       |
| 102942 - | 1999 XX50                | 7 dicembre 1999  | LINEAR       |
| 102943 - | 1999 XY51                | 7 dicembre 1999  | LINEAR       |
| 102944 - | 1999 XE52                | 7 dicembre 1999  | LINEAR       |
| 102945 - | 1999 XT52                | 7 dicembre 1999  | LINEAR       |
| 102946 - | 1999 XM53                | 7 dicembre 1999  | LINEAR       |
| 102947 - | 1999 XS53                | 7 dicembre 1999  | LINEAR       |
| 102948 - | 1999 XU54                | 7 dicembre 1999  | LINEAR       |
| 102949 - | 1999 XB56                | 7 dicembre 1999  | LINEAR       |
| 102950 - | 1999 XF56                | 7 dicembre 1999  | LINEAR       |
| 102951 - | 1999 XG56                | 7 dicembre 1999  | LINEAR       |
| 102952 - | 1999 XB58                | 7 dicembre 1999  | LINEAR       |
| 102953 - | 1999 XR58                | 7 dicembre 1999  | LINEAR       |
| 102954 - | 1999 XX58                | 7 dicembre 1999  | LINEAR       |
| 102955 - | 1999 XZ59                | 7 dicembre 1999  | LINEAR       |
| 102956 - | 1999 XH61                | 7 dicembre 1999  | LINEAR       |
| 102957 - | 1999 XK62                | 7 dicembre 1999  | LINEAR       |
| 102958 - | 1999 XT63                | 7 dicembre 1999  | LINEAR       |
| 102959 - | 1999 XX64                | 7 dicembre 1999  | LINEAR       |
| 102960 - | 1999 XV65                | 7 dicembre 1999  | LINEAR       |
| 102961 - | 1999 XZ65                | 7 dicembre 1999  | LINEAR       |
| 102962 - | 1999 XB66                | 7 dicembre 1999  | LINEAR       |
| 102963 - | 1999 XU66                | 7 dicembre 1999  | LINEAR       |
| 102964 - | 1999 XW66                | 7 dicembre 1999  | LINEAR       |
| 102965 - | 1999 XH67                | 7 dicembre 1999  | LINEAR       |
| 102966 - | 1999 XO67                | 7 dicembre 1999  | LINEAR       |
| 102967 - | 1999 XF69                | 7 dicembre 1999  | LINEAR       |
| 102968 - | 1999 XW69                | 7 dicembre 1999  | LINEAR       |
| 102969 - | 1999 XB71                | 7 dicembre 1999  | LINEAR       |
| 102970 - | 1999 XG71                | 7 dicembre 1999  | LINEAR       |
| 102971 - | 1999 XP72                | 7 dicembre 1999  | LINEAR       |
| 102972 - | 1999 XP74                | 7 dicembre 1999  | LINEAR       |
| 102973 - | 1999 XT74                | 7 dicembre 1999  | LINEAR       |
| 102974 - | 1999 XQ75                | 7 dicembre 1999  | LINEAR       |
| 102975 - | 1999 XF76                | 7 dicembre 1999  | LINEAR       |
| 102976 - | 1999 XG76                | 7 dicembre 1999  | LINEAR       |
| 102977 - | 1999 XV76                | 7 dicembre 1999  | LINEAR       |
| 102978 - | 1999 XD77                | 7 dicembre 1999  | LINEAR       |
| 102979 - | 1999 XV77                | 7 dicembre 1999  | LINEAR       |
| 102980 - | 1999 XA78                | 7 dicembre 1999  | LINEAR       |
| 102981 - | 1999 XC78                | 7 dicembre 1999  | LINEAR       |
| 102982 - | 1999 XR79                | 7 dicembre 1999  | LINEAR       |
| 102983 - | 1999 XA80                | 7 dicembre 1999  | LINEAR       |
| 102984 - | 1999 XJ81                | 7 dicembre 1999  | LINEAR       |
| 102985 - | 1999 XZ81                | 7 dicembre 1999  | LINEAR       |
| 102986 - | 1999 XD82                | 7 dicembre 1999  | LINEAR       |
| 102987 - | 1999 XM87                | 7 dicembre 1999  | LINEAR       |
| 102988 - | 1999 XC88                | 7 dicembre 1999  | LINEAR       |
| 102989 - | 1999 XD88                | 7 dicembre 1999  | LINEAR       |
| 102990 - | 1999 XF88                | 7 dicembre 1999  | LINEAR       |
| 102991 - | 1999 XF90                | 7 dicembre 1999  | LINEAR       |
| 102992 - | 1999 XP90                | 7 dicembre 1999  | LINEAR       |
| 102993 - | 1999 XL91                | 7 dicembre 1999  | LINEAR       |
| 102994 - | 1999 XG92                | 7 dicembre 1999  | LINEAR       |
| 102995 - | 1999 XN92                | 7 dicembre 1999  | LINEAR       |
| 102996 - | 1999 XV92                | 7 dicembre 1999  | LINEAR       |
| 102997 - | 1999 XF94                | 7 dicembre 1999  | LINEAR       |
| 102998 - | 1999 XJ94                | 7 dicembre 1999  | LINEAR       |
| 102999 - | 1999 XP95                | 7 dicembre 1999  | T. Kobayashi |
| 103000 - | 1999 XT95                | 9 dicembre 1999  | T. Kobayashi |